# Giải Sao Thổ cho phim hành động hoặc phiêu lưu hay nhất
Giải Sao Thổ cho phim hành động hoặc phiêu lưu hay nhất (tên gọi cũ là Giải Sao Thổ cho phim hành động, phiêu lưu hoặc hồi hộp hay nhất) là một hạng mục của giải Sao Thổ do Viện Hàn lâm phim khoa học viễn tưởng, kỳ ảo và kinh dị trao hàng năm từ năm 1994 dành cho bộ phim điện ảnh hay nhất năm thuộc thể loại hành động và phiêu lưu. Các bộ phim thuộc thể loại hồi hộp đã được tách ra vào năm 2010 và lập thành một hạng mục riêng vào năm 2013.

## Danh sách cụ thể

### Phim hành động/phiêu lưu/hồi hộp hay nhất

#### Thập niên 2000
| Năm       | Phim                             | Chú thích |
| --------- | -------------------------------- | --------- |
| 2006 (33) | Sòng bạc hoàng gia               | [ 1 ]     |
| 2006 (33) | Điệp vụ Boston †                 | [ 1 ]     |
| 2006 (33) | Flyboys                          | [ 1 ]     |
| 2006 (33) | Mission: Impossible III          | [ 1 ]     |
| 2006 (33) | Notes on a Scandal               | [ 1 ]     |
| 2006 (33) | Perfume: The Story of a Murderer | [ 1 ]     |
| 2007 (34) | 300                              | [ 2 ]     |
| 2007 (34) | Tối hậu thư của Bourne           | [ 2 ]     |
| 2007 (34) | Chuyến tàu đến Yuma              | [ 2 ]     |
| 2007 (34) | Đương đầu với thử thách 4        | [ 2 ]     |
| 2007 (34) | Không chốn dung thân †           | [ 2 ]     |
| 2007 (34) | There Will Be Blood ‡            | [ 2 ]     |
| 2007 (34) | Zodiac                           | [ 2 ]     |
| 2008 (35) | Kỵ sĩ bóng đêm                   | [ 3 ]     |
| 2008 (35) | Changeling                       | [ 3 ]     |
| 2008 (35) | Gran Torino                      | [ 3 ]     |
| 2008 (35) | Định mức khuây khỏa              | [ 3 ]     |
| 2008 (35) | Traitor                          | [ 3 ]     |
| 2008 (35) | Điệp vụ Valkyrie                 | [ 3 ]     |
| 2009 (36) | Định mệnh‡                       | [ 4 ]     |
| 2009 (36) | 2012                             | [ 4 ]     |
| 2009 (36) | Brother                          | [ 4 ]     |
| 2009 (36) | Law Abiding Citizen              | [ 4 ]     |
| 2009 (36) | Sherlock Holmes                  | [ 4 ]     |
| 2009 (36) | The Hurt Locker †                | [ 4 ]     |
| 2009 (36) | The Messenger                    | [ 4 ]     |

### Phim hành động/phiêu lưu hay nhất

#### Thập niên 2010
| Năm       | Phim                                    | Chú thích |
| --------- | --------------------------------------- | --------- |
| 2010 (37) | Nữ điệp viên                            | [ 5 ]     |
| 2010 (37) | Chiến binh bí ẩn                        | [ 5 ]     |
| 2010 (37) | C.I.A tái xuất                          | [ 5 ]     |
| 2010 (37) | Robin Hood                              | [ 5 ]     |
| 2010 (37) | Biệt đội đánh thuê                      | [ 5 ]     |
| 2010 (37) | Báo thù‡                                | [ 5 ]     |
| 2010 (37) | Hiểm nguy di động                       | [ 5 ]     |
| 2011 (38) | Điệp vụ bất khả thi: Chiến dịch bóng ma | [ 6 ]     |
| 2011 (38) | Fast & Furious 5: Phi vụ Rio            | [ 6 ]     |
| 2011 (38) | Nhân danh công lý                       | [ 6 ]     |
| 2011 (38) | Red Tails                               | [ 6 ]     |
| 2011 (38) | Sherlock Holmes: Trò chơi của bóng đêm  | [ 6 ]     |
| 2011 (38) | Chiến mã‡                               | [ 6 ]     |
| 2012 (39) | Tử địa Skyfall                          | [ 7 ]     |
| 2012 (39) | The Bourne Legacy                       | [ 7 ]     |
| 2012 (39) | Kỵ sĩ bóng đêm trỗi dậy                 | [ 7 ]     |
| 2012 (39) | Hành trình Django‡                      | [ 7 ]     |
| 2012 (39) | Những người khốn khổ‡                   | [ 7 ]     |
| 2012 (39) | Taken 2                                 | [ 7 ]     |
| 2013 (40) | Fast & Furious 6                        | [ 8 ]     |
| 2013 (40) | Kẻ trộm sách                            | [ 8 ]     |
| 2013 (40) | Jack Ryan: Đặc vụ bóng đêm              | [ 8 ]     |
| 2013 (40) | Kỵ sĩ cô độc                            | [ 8 ]     |
| 2013 (40) | Sống sót                                | [ 8 ]     |
| 2013 (40) | Đường đua nghẹt thở                     | [ 8 ]     |
| 2014 (41) | Không khuất phục                        | [ 9 ]     |
| 2014 (41) | Exodus: Cuộc chiến chống Pha-ra-ông     | [ 9 ]     |
| 2014 (41) | Inherent Vice                           | [ 9 ]     |
| 2014 (41) | Lucy                                    | [ 9 ]     |
| 2014 (41) | Noah: Đại hồng thủy                     | [ 9 ]     |
| 2014 (41) | Chuyến tàu băng giá                     | [ 9 ]     |
| 2015 (42) | Fast & Furious 7                        | [ 10 ]    |
| 2015 (42) | Everest                                 | [ 10 ]    |
| 2015 (42) | Nhiệm vụ bất khả thi: Quốc gia bí ẩn    | [ 10 ]    |
| 2015 (42) | Người về từ cõi chết‡                   | [ 10 ]    |
| 2015 (42) | Spectre                                 | [ 10 ]    |
| 2015 (42) | Quý bà điệp viên                        | [ 10 ]    |
| 2016 (43) | Hidden Figures‡                         | [ 11 ]    |
| 2016 (43) | Liên minh sát thủ                       | [ 11 ]    |
| 2016 (43) | Gold                                    | [ 11 ]    |
| 2016 (43) | Hacksaw Ridge‡                          | [ 11 ]    |
| 2016 (43) | Huyền thoại Tarzan                      | [ 11 ]    |
| 2016 (43) | Bảy tay súng huyền thoại                | [ 11 ]    |
| 2016 (43) | Những chàng trai ngoan                  | [ 11 ]    |
| 2017 (44) | Bậc thầy của những ước mơ               | [ 12 ]    |
| 2017 (44) | Quái xế Baby                            | [ 12 ]    |
| 2017 (44) | Cuộc di tản Dunkirk‡                    | [ 12 ]    |
| 2017 (44) | Fast & Furious 8                        | [ 12 ]    |
| 2017 (44) | Hostiles                                | [ 12 ]    |
| 2017 (44) | Kingsman: Tổ chức Hoàng Kim             | [ 12 ]    |